# František Rezek
František Rezek, též Franz Rezek (1. ledna 1847, Divišov – 1. dubna 1912, Linec) byl česko-rakouský vojenský kapelník a skladatel.

## Život
Narodil se jako syn kovářského mistra. Hudbě se učil na pražské varhanické škole u Čeňka Vinaře a u Mořice Mildnera (1812–1905), učitele hry na housle na Pražské konzervatoři. V roce 1865 vstoupil do vojenské kapely batalionu polních myslivců č. 18. Po pěti letech přešel k pěšímu pluku č. 20.
V roce 1874 získal místo houslisty v Mariinském divadle v Petrohradě. V roce 1876 však již znovu nastoupil do vojenské hudební služby, tentokrát jako rotmistr u pěšího pluku č. 9 a dva roky později na stejné pozici u pěšího pluku č. 14 v Linci. Tam zpočátku vystupoval jako sólový houslista, hráč na křídlovku a citeru pod vedením vojenských kapelníků Michaela Zimmermanna a Edmunda Patzkeho.
V roce 1882 byl Rezek povýšen na kapelníka, v letech 1901–1908 u svého pluku v Bregenzi a Bolzanu a od roku 1908 opět v Linci.
Obzvláště oblibu si získal svými vojenskými koncerty – rozšířil orchestr tak, že mohl odehrát i dva koncerty současně. Působil také jako učitel hudby na vojenské střední škole v Ennsi.
Z aktivní služby odešel v roce 1911 a dne 1. dubna 1912 Franz Rezek v Linci zemřel. Je pohřben na tamním hřbitově Barbarafriedhof.
Kromě práce vojenského kapelníka byl Rezek známý také jako učitel hudby arcivévody Jana Salvatora Toskánského, kterého tři roky vyučoval skladbu a hru na citeru a křídlovku.

## Dílo
Rezek složil přes 300 děl, především pochodů, tanců, předeher a koncertních skladeb. Ty byly často k dispozici pouze v ručně psané podobě v hudebním archivu pluku alpských myslivců č. 7 jako nástupnického pluku pěšího pluku č. 14. Po odchodu vojenského kapelníka pluku Maxe Dambergera v roce 1934 rozdal jeho nástupce Anton Dewanger vojenským hudebníkům mnoho rukopisů, které již nepotřeboval, načež některá díla jsou považována za ztracená.
Z Rezkových skladeb se proslavily především Lahousenův pochod (Lahousenmarsch) a Pochod generálního štábu (Generalstabsmarsch).
- Alpenklänge (koncertní kus pro dvě křídlovky)[1]
- Arm in Arm op. 134 (polka-mazurka pro velký orchestr)[2]
- Avantgarde (pochod)
- Bregenzer Einzugsmarsch[3]
- Bregenzwälder Marsch (op. 220)[4]
- Cavallerie-Marsch (1891)[4]
- Commandanten Marsch[4]
- Crkvice-Lager-Marsch (1882)[4]
- Dir bleib ich treu[4]
- Erzherzog Johann Marsch[4]
- Feldherrn-Marsch (op. 52)[4]
- Garnisons Defilir Marsch[4]
- Generalstabsmarsch
- Generalstabsreise[4]
- Heimkehr der Soldaten (1882, pochod)[4]
- Hessen-Marsch (op. 161)[4]
- Hoch Linz (pochod)[4]
- Innsbrucker Promenade (1894, pochod)[4]
- Kanonen Marsch[5]
- Lahousenmarsch
- Leicht zu Fuß Defilirmarsch[4]
- Linz – Innsbruck (1892, pochod)[4]
- Maggenta Marsch[4]
- Meduna Marsch[4]
- Pionier-Marsch[4]
- Polaczek Marsch[4]
- Schwarzenstein Gletscher (op. 222, pochod)[4]
- Sturm-Marsch[4]
- Weyer Jubiläums Marsch (op. 165)[4]
- Zum Grabe (smuteční pochod)